# Armando Fenoglio
Armando Fenoglio (Bahía Blanca, 14 de junio de 1916 - Santiago, 16 de noviembre de 1994) fue un destacado actor argentino nacionalizado chileno.

## Vida
Él vivió gran parte de su vida en Chile, donde desarrolló una extensa carrera en teatro, cine y televisión. 
Fuera de su vasta trayectoria actoral en cine (en películas como La Caleta Olvidada, El Chacal de Nahueltoro, El Afuerino y Operación Alfa), teatro y televisión (donde destacan principalmente sus actuaciones en recordadas teleseries de Canal 13 como Matrimonio de Papel, Ángel Malo, La Última Cruz, Bravo y Ellas por Ellas por nombrar solo algunas), es muy poca información la que se puede rescatar sobre la vida de Armando Fenoglio. 
Luego de luchar con una larga y penosa enfermedad, Armando Fenoglio fallece de cáncer al pulmón el año 1994 (en ese año tuvo un pequeño rol en la teleserie Top Secret de Canal 13 interpretando al Padre Norberto, sin embargo no pudo concluir las grabaciones debido a su enfermedad y posterior fallecimiento).

## Filmografía

### Cine
| Películas | Películas               | Películas | Películas       | Películas |
| Año       | Película                | Personaje | Director        |           |
| --------- | ----------------------- | --------- | --------------- | --------- |
| 1957      | Tres miradas a la calle |           | Naum Kramarenco |           |
| 1958      | La caleta olvidada      |           | Bruno Gebel     |           |
| 1968      | Tierra quemada          |           | Alejo Álvarez   |           |
| 1969      | El Chacal de Nahueltoro | Sacerdote | Miguel Littín   |           |
| 1970      | La Araucana             |           | Julio Coll      |           |
| 1971      | El afuerino             |           | Alejo Álvarez   |           |
| 1972      | Operación Alfa          |           | Enrique Urteaga |           |
| 1984      | Como aman los chilenos  |           | Alejo Álvarez   |           |

### Telenovelas
| Teleseries | Teleseries                 | Teleseries         | Teleseries | Teleseries |
| Año        | Teleserie                  | Rol                | Canal      |            |
| ---------- | -------------------------- | ------------------ | ---------- | ---------- |
| 1970       | El padre Gallo             |                    | TVN        |            |
| 1976       | Sol tardío                 | Cristóbal          | TVN        |            |
| 1977       | La colorina                | Basilio Latorre    | TVN        |            |
| 1979       | Martín Rivas               | Fidel Elías        | TVN        |            |
| 1982       | Una familia feliz          | Carlos Luque       | Canal 13   |            |
| 1982       | De cara al mañana          | Felipe Moreno      | TVN        |            |
| 1983       | El juego de la vida        |                    | TVN        |            |
| 1983       | Las herederas              | Jorge Zelada       | Canal 13   |            |
| 1984       | La represa                 | Armando Monardes   | TVN        |            |
| 1984       | Andrea                     | Abogado            | Canal 13   |            |
| 1985       | Matrimonio de papel        | Renato             | Canal 13   |            |
| 1986       | Ángel malo                 | Teófilo Lozano     | Canal 13   |            |
| 1986       | Secreto de familia         | Francisco Ovalle   | Canal 13   |            |
| 1987       | La última cruz             | Anastasio          | Canal 13   |            |
| 1988       | Semidiós                   | Sergio Suárez      | Canal 13   |            |
| 1989       | Bravo                      | Lorenzo Lira       | Canal 13   |            |
| 1990       | Crónica de un hombre santo | Miguel Cruchaga    | Canal 13   |            |
| 1991       | Ellas por ellas            | Miguel del Real    | Canal 13   |            |
| 1992       | Fácil de amar              | Gustavo Alzárraga  | Canal 13   |            |
| 1994       | Top secret                 | Norberto Benavente | Canal 13   |            |